# Marathon Oil Tower
La Marathon Oil Tower es un rascacielos situado en Uptown Houston. El edificio tiene una altura de 171 metros y contiene 41 pisos. Fue completado en 1983 y su construcción tomó únicamente 22 meses.  Actualmente es el vigésimo edificio más alto de la ciudad. El estudio de arquitectura que diseñó el edificio fue Pierce Goodwin Alexander & Linville.

## Inquilinos
El edificio lleva el nombre de la empresa petrolera estadounidense Marathon Oil, que tiene su sede en él. Además, Aon Corporation tiene sus oficinas de Houston en el edificio.